# Oh What a Day!
Oh What a Day! è un cortometraggio muto del 1914 diretto da Hay Plumb.

## Trama
Un marito in vacanza perde il biglietto e allora si nasconde dentro un baule.

## Produzione
Il film fu prodotto dalla Hepworth.

## Distribuzione
Distribuito dalla Hepworth, il film - un cortometraggio di 145 metri - uscì nelle sale cinematografiche britanniche nel maggio 1914.
Fu distrutto nel 1924 dallo stesso produttore, Cecil M. Hepworth. Fallito, in gravissime difficoltà finanziarie, Hepworth pensò in questo modo di poter almeno recuperare il nitrato d'argento della pellicola.